# Energy performance contracting
Energy Performance Contracting (Avtal om energiprestanda), är en projektmetod avsedd att  genomföra energieffektiviseringsåtgärder i en eller flera byggnader där entreprenören lämnar en besparingsgaranti som gäller under hela projekttiden . 
Metoden innebär att upprätta så kallade Energy Savings Performance Contracts (ESPC) eller Energy Performance Contracts (EnPC). 
Flera delstater i USA har lagstiftat om att EnPC skall användas vid större energieffektiviseringsåtgärder i offentliga fastigheter. Inom EU rekommenderas metoden i Energieffektiviseringsdirektivet Energy Efficiency Directive (EED)  samt i Energy Performance of Buildings Directive (EPBD) . 
På grund av volatila energipriser, bristande nätkapacitet, byggnaders renoveringsbehov och ökad medvetenhet om byggnaders miljöpåverkan har EnPC blivit allt mer aktuell att tillämpa.
Fastighetsägarens investeringskostnader för projektet finansieras av de energibesparingar som uppkommer i och med projektet, metoden är därför en form av offentlig-privat samverkan och strävar efter kostnadsneutralitet . 
En energibesparing i kronor och kWh definieras och garanteras i ett avtal med den entreprenör som lämnar förslag på energieffektiviserande åtgärder. EnPC:s affärsupplägg är tänkt att motivera entreprenören att nyttja hela sin kompetens och kreativitet när de genomför projektet: 
Ju fler besparingar som kan definieras och garanteras, desto större blir projektet och möjligheten för fastighetsägaren att inkludera fler energieffektiviserande åtgärder.